# フーシャング

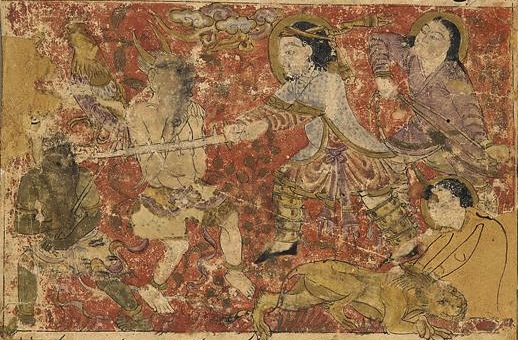
ダエーワと戦うフーシャング

フーシャングは、ペルシアの叙事詩『シャー・ナーメ』に登場する、古代イランの第2代目の王である。初代イラン王カユーマルスの王子であるスィヤーマクの子。タフムーラスの父。
フーシャングの父スィヤーマクはアフリーマンの息子が率いる軍勢との戦いで殺される。そのためフーシャングは祖父のカユーマルス王によって育てられた。フーシャングは成長すると王の宰相を務めた。また戦争で父の仇を討ち、それを見届けた王が世を去った後に王位を継いだ。
彼はその後40年間在位し、その間に冶金術を発明して鉄の農具を作り、灌漑を整備した。またサデの火祭を創始し、家畜や毛皮の利用を広めた。